# Амнон Коен
Амнон Коен (івр. אמנון כהן; нар. 1 червня 1960, Самарканд, Узбецька РСР, СРСР) — ізраїльський політик, депутат кнесету (15, 16, 17 та 18 скликання) від партії «ШАС».

## Біографія
Амнон Коен народився 1 червня 1960 року в місті Самарканд, Узбецька РСР, Радянський Союз (нині Узбекистан). У 1973 року репатріювався до Ізраїлю. Отримав ступінь бакалавра в галузі менеджменту в Академічному коледжі Кір'ят-Оно.
Обіймав різні посади в муніципалітеті міста Рамла. 1999 року вперше був обраний в кнесет (15 скликання). Працював в особливій комісії з законом про екстрену економічну програму, комісії кнесету, фінансової комісії, а також комісії з питань алії, абсорбції та діаспори. Був головою комісії за зверненнями громадян.
У кнесеті 16-го скликання працював в комісії з питань державного контролю та комісії з питань алії, абсорбції та діаспори. Був головою комісії з питань державного контролю та комісії з економіки.
2006 року був перебраний в кнесет, входив до фінансової комісії, комісії за зверненнями громадян, комісії з прав дитини. Крім того був у ряді підкомісій.
У кнесеті 17-го скликання Коен був призначений заступником спікера кнесету.
Перед виборами в кнесет 18-го скликання Коен зайняв четверте місце в списку партії «ШАС», і був обраний в Кнесет, так як партія отримала десять мандатів. Очолив  комісію з внутрішніх справ і захисту навколишнього середовища. Увійшов до складу комісії з питань державного контролю, фінансову та економічну комісії.

## Особисте життя
Коен одружений, має чотирьох дітей, володіє івритом, російською та бухарською мовами.